# タチ (漫画家)
タチは、日本の女性漫画家。

## 来歴・人物
SNSで漫画を描いていたところ、『まんがタイムきららミラク』の編集者に声をかけられ、2011年に『桜Trick』の連載でデビュー。本作品は2014年にテレビアニメ化された。
好きなものはひつまぶし。趣味は音楽ライブに行くことと、喫茶店でのんびりすること。

## 作品リスト

### 漫画作品

#### 連載
- 桜Trick（『まんがタイムきららミラク』2011年Vol.1 - 2017年10月号）
- 双角カンケイ。（『まんがタイムきららフォワード』2015年9月号 - 2017年2月号）
- かなえるLoveSick（『コミックキューン』2016年5月号 - 2018年6月号）
- 真面目ガールと青春ランジェリー（『コミック電撃だいおうじ』Vol.58〈2018年〉[3] - Vol.74〈2019年〉）

#### 読み切り
- 概念STOP!（原案：Magica Quartet、『魔法少女まどか☆マギカ 4コマアンソロジーコミック』2巻、2012年） - 『魔法少女まどか☆マギカ』のアンソロジー寄稿作品。
- 凛ちゃんLesson!（『アイドルマスター シンデレラガールズ シャッフル!! コミックアンソロジー』2013年） - 『アイドルマスター シンデレラガールズ』のアンソロジー寄稿作品。
- ガチャ神様にお願いしてみた（『バーチャルYouTuber キズナアイ公式コミックアンソロジー 〜トモダチをつくろう編〜』2018年） - キズナアイのアンソロジー寄稿作品。
- 海沿いの街＊逃避行（『シロップ HONEY 初夜百合アンソロジー』2020年）
- 元JKと未JK（『シロップ PURE おねロリ百合アンソロジー』2020年）
- 今日のトールはお嬢様（原作：クール教信者、『小林さんちのメイドラゴン 公式アンソロジー All Stars!』2021年） - 『小林さんちのメイドラゴン』のアンソロジー寄稿作品。
- 公式に脳破壊された女達（『ケンカップル百合×性愛アンソロジー』2022年）
- ミズキの合コン大作戦（原作：Spider Lily、『リコリス・リコイル 公式コミックアンソロジー リロード』2022年） - 『リコリス・リコイル』のアンソロジー寄稿作品[4]。
- リコリス脱出劇（原作：Spider Lily、『リコリス・リコイル 公式コミックアンソロジー リロード 2』2023年） - 『リコリス・リコイル』のアンソロジー寄稿作品。
- やるなら徹底的に（原作：Spider Lily、『リコリス・リコイル 公式コミックアンソロジー リロード 3』2023年） - 『リコリス・リコイル』のアンソロジー寄稿作品。

### イラスト
- のんのんびより 公式アンソロジー あきっ！（2014年）[5]
- ご注文はうさぎですか？（テレビアニメ、2015年）BS11再放送版の第12話エンドカード
- ガールフレンド(♪) 電撃コミックアンソロジー（2016年）
- ULTRA SUPER ANIME TIME（アニメ枠、2016年）4th Season 第1回エンドカード
- 三者三葉（テレビアニメ、2016年）第7話エンドカード
- りりくる コンプリートビジュアルブック（『りりくる Rainbow Stage!!!』初回限定版特典、2016年）[6]
- 捏造トラップ-NTR-（テレビアニメ、2017年）第11話エンドカード

### 書籍
- 『桜Trick』、芳文社〈まんがタイムKRコミックス〉2012年 - 2017年、全8巻
- 『双角カンケイ。』、芳文社〈まんがタイムKRコミックス フォワードシリーズ〉2016年 - 2017年、全2巻
  1. 2016年3月12日発売[7]、ISBN 978-4-8322-4674-4
  2. 2017年1月12日発売[7]、ISBN 978-4-8322-4792-5
- 『かなえるLoveSick』、KADOKAWA〈MFCキューンシリーズ〉2016年 - 2018年、全3巻
  1. 2016年10月27日発売[8]、ISBN 978-4-04-068688-2
  2. 2017年8月26日発売[9]、ISBN 978-4-04-069474-0
  3. 2018年5月26日発売[10]、ISBN 978-4-04-069873-1
- 『真面目ガールと青春ランジェリー』、KADOKAWA〈電撃コミックスNEXT〉2019年、全2巻
  1. 2019年3月27日発売[11][12]、ISBN 978-4-04-912427-9
  2. 2019年11月27日発売[13]、ISBN 978-4-04-912872-7

### その他
- きららファンタジア（ゲーム、2017年）キャラクターデザイン、監修